# 上海多伦现代美术馆

上海多伦现代美术馆

上海多伦现代美术馆（英語：Shanghai Duolun Museum of Modern Art）位于上海市虹口区多伦路。

## 历史
由上海市虹口区文化局创建，于2003年12月28日正式开馆。共七楼，建筑面积共4800平方米。不定期举办现代艺术特展。首任馆长是沈其斌。